# Judith Gohn
Judith Gohn née Judith Dibar (10 mei 1945) is een voormalig tennisspeelster uit Roemenië.
In 1968 speelde Gohn op Roland Garros haar eerste grandslamtoernooi. In 1974 bereikte zij de derde ronde op Roland Garros, haar beste resultaat op een grandslamtoernooi.
Gohn speelde in 1973 en 1974 negen partijen voor Roemenië op de Fed Cup.